# Sustancia húmica
Las sustancias húmicas (HS) son compuestos orgánicos que son componentes importantes del humus, la principal fracción orgánica del suelo, la turba y el carbón (y también un componente de muchos arroyos de tierras altas, lagos distróficos y agua del océano). Durante los siglos XIX y XX, las sustancias húmicas a menudo se los caracterizaba, teniendo como base la teoría ácido-base, que describía los ácidos húmicos (AH) como ácidos orgánicos y sus bases conjugadas, los humatos, como componentes importantes de la materia orgánica. Desde este punto de vista, los ácidos húmicos se definieron como sustancias orgánicas extraídas del suelo que coagulan (forman pequeños trozos sólidos) cuando se acidifica un extracto de base fuerte, mientras que los ácidos fúlvicos (AF) son ácidos orgánicos que permanecen solubles (permanecen disueltos) cuando se acidifica un extracto de base fuerte. La parte restante del humus insoluble en álcali se denominaría humina.
La materia húmica aisladamente es el resultado de una extracción química de la materia orgánica del suelo o de la materia orgánica disuelta y representan las moléculas húmicas distribuidas en el suelo o el agua. Una nueva comprensión ve las sustancias húmicas no como macropolímeros de alto peso molecular, sino como componentes heterogéneos y relativamente pequeños de la materia orgánica del suelo, autoensamblados en asociaciones supramoleculares y compuestos por una variedad de compuestos de origen biológico y sintetizados por reacciones abióticas y bióticas en suelo. Es la gran complejidad molecular del humeoma del suelo lo que le confiere a la materia húmica su bioactividad en el suelo y su papel como promotor del crecimiento vegetal.
La definición de sustancias húmicas está en debate, ya que la "humificación" deja de ser un caso especial, lo que lleva a algunas definiciones que abarcar toda la materia orgánica del suelo. Otros proponen no basarse en la extracción alcalina y analizar directamente el suelo, pero su complejidad impide una adopción generalizada en la agricultura. En la práctica, esto significa que algunas fuentes pueden aplicar un análisis ácido-base tradicional al compost y luego expresar los resultados en términos de "sustancias húmicas".

## Formación y descripción
La  Existen tres teorías principales para explicar la formación de sustancias húmicas: 
- La teoría de la lignina de Waksman (1932)
- La teoría de los polifenoles
- La teoría de la condensación de azúcar-amina de Maillard (1911)[9][10]

Esas teorías son insuficientes para dar cuenta de las observaciones en la investigación del suelo. Las sustancias húmicas se forman por la degradación microbiana de la materia vegetal muerta, como la lignina y el carbón vegetal. Las sustancias húmicas en el laboratorio son muy resistentes a una mayor biodegradación. Las propiedades y la estructura precisas de una muestra dada dependen de la fuente de agua o suelo y de las condiciones específicas de extracción. Sin embargo, las propiedades promedio de las sustancias húmicas producidas en laboratorio de diferentes fuentes son notablemente similares.

### Fraccionamiento
Las sustancias húmicas en suelos y sedimentos se pueden dividir en tres fracciones principales: ácidos húmicos, ácidos fúlvicos y humina. Su presencia y abundancia relativa se infiere por extracción en laboratorio.
- Los ácidos húmicos y fúlvicos se extraen como un sol coloidal del suelo y otras fuentes de fase sólida en una solución acuosa fuertemente básica de hidróxido de sodio o hidróxido de potasio.[14]
  - Los ácidos húmicos se precipitan de esta solución ajustando el pH a 1 con ácido clorhídrico.
    - La porción soluble en alcohol de la fracción húmica se denomina, en general, ácido úlmico.
    - Los llamados "ácidos húmicos grises" (GHA) son solubles en medios alcalinos de baja fuerza iónica.
    - Los "ácidos húmicos marrones" (BHA) son solubles en condiciones alcalinas, independientemente de la fuerza iónica.

  - Los ácidos fúlvicos se dejan en solución a pH 1. Permanecen solubles independientemente del pH y la fuerza iónica.[15]
- La humina es insoluble en álcali diluido.

El ácido húmico, tal como se produce tradicionalmente en un laboratorio, no es un solo ácido; más bien, es una mezcla compleja de muchos ácidos diferentes que contienen grupos carboxilo y fenolato, de modo que la mezcla se comporta funcionalmente como un ácido dibásico o, en ocasiones, como un ácido tribásico. El ácido húmico usado para enmendar el suelo se fabrica usando estos mismos procedimientos bien establecidos. Los ácidos húmicos pueden formar complejos con iones que se encuentran comúnmente en el medio ambiente, creando coloides húmicos.
Como suplemento nutricional, el ácido fúlvico se puede encontrar en forma líquida como componente de los coloides minerales. Los ácidos fúlvicos son polielectrolitos y son coloides únicos que se difunden fácilmente a través de las membranas, mientras que todos los demás coloides no lo hacen.
Se puede utilizar un fraccionamiento químico secuencial llamado Humeómica para aislar fracciones húmicas más homogéneas y determinar sus estructuras moleculares mediante métodos espectroscópicos y cromatográficos avanzados. Las sustancias identificadas en extractos húmicos y directamente en el suelo incluyen ácidos mono, di y trihidroxicarboxílicos, ácidos grasos, ácidos dicarboxílicos, alcoholes lineales, ácidos fenólicos, terpenoides, carbohidratos y aminoácidos.

### Crítica
Los productos de descomposición de los materiales vegetales muertos forman asociaciones íntimas con los minerales, lo que dificulta aislar y caracterizar los componentes orgánicos del suelo. Los químicos del suelo del siglo XVIII utilizaron con éxito la extracción alcalina para aislar una parte de los constituyentes orgánicos del suelo. Esto condujo a la teoría de que un proceso de 'humificación' creaba 'sustancias húmicas'; más comúnmente 'ácido húmico', 'ácido fúlvico' y 'humina'. Sin embargo, estas sustancias húmicas no se han observado en el suelo. Aunque la teoría de la 'humificación' no está respaldada por evidencia. Los intentos de redefinir las 'sustancias húmicas' en términos válidos han dado como resultado una proliferación de definiciones incompatibles, "...con implicaciones de gran alcance más allá de nuestra capacidad para comunicar procesos y propiedades del suelo científicamente precisos".

## Características químicas

### En la naturaleza
Desde los albores de la química moderna, las sustancias húmicas se encuentran entre las más estudiadas entre los materiales naturales. A pesar de un largo estudio, su estructura molecular y química sigue siendo difícil de alcanzar. La opinión tradicional es que las sustancias húmicas son heteropolicondensados, en diversas asociaciones con arcilla. Una opinión más reciente es que las moléculas relativamente pequeñas también juegan un papel. Las sustancias húmicas representan del 50 al 90 % de la capacidad de intercambio catiónico. Al igual que la arcilla, el carbón vegetal y el humus coloidal contienen nutrientes catiónicos.

### En extractos solubles en bases tradicionales

Ejemplo de un ácido húmico típico, que tiene una variedad de componentes que incluyen restos de quinona, fenol, catecol y azúcar

Una sustancia húmica típica es una mezcla de muchas moléculas, algunas de las cuales se basan en un motivo de núcleos aromáticos con sustituyentes fenólicos y carboxílicos, unidos entre sí; la ilustración muestra una estructura típica. Los grupos funcionales que más contribuyen a la carga superficial y la reactividad de las sustancias húmicas son los grupos fenólicos y carboxílicos. Los ácidos húmicos se comportan como mezclas de ácidos dibásicos, con un valor de pK1 alrededor de 4 para la protonación de grupos carboxilo y alrededor de 8 para la protonación de grupos fenolato. Existe una considerable similitud general entre los ácidos húmicos individuales. Por esta razón, los valores de pK medidos para una muestra dada son valores promedio relacionados con las especies constituyentes. La otra característica importante es la densidad de carga. Las moléculas pueden formar una estructura supramolecular unida por fuerzas no covalentes, como la fuerza de van der Waals, los enlaces π-π y CH-π.
La presencia de grupos carboxilato y fenolato le da a los ácidos húmicos la capacidad de formar complejos con iones como Mg2+, Ca2+, Fe2+ y Fe3+. Muchos ácidos húmicos tienen dos o más de estos grupos dispuestos para permitir la formación de complejos de quelatos. La formación de complejos (quelatos) es un aspecto importante del papel biológico de los ácidos húmicos en la regulación de la biodisponibilidad de los iones metálicos.

## Determinación de ácidos húmicos en muestras de agua
La presencia de ácido húmico en agua destinada a uso potable o industrial puede tener un impacto significativo en la tratabilidad de esa agua y el éxito de los procesos de desinfección química. Por ejemplo, los ácidos húmicos y fúlvicos pueden reaccionar con los productos químicos utilizados en el proceso de cloración para formar subproductos de la desinfección, como los dihaloacetonitrilos, que son tóxicos para los humanos. Por lo tanto, los métodos precisos para establecer las concentraciones de ácido húmico son esenciales para mantener los suministros de agua, especialmente de las zonas altas de captación de turba en climas templados.
Como muchas moléculas bioorgánicas diferentes en asociaciones físicas muy diversas se mezclan en ambientes naturales, es engorroso medir sus concentraciones exactas en la superestructura húmica. Por esta razón, las concentraciones de ácido húmico se estiman tradicionalmente a partir de las concentraciones de materia orgánica, normalmente a partir de las concentraciones de carbono orgánico total (TOC) o carbono orgánico disuelto (DOC).
Los procedimientos de extracción alteran algunos de los enlaces químicos presentes en las sustancias húmicas del suelo (principalmente enlaces éster en biopoliésteres como cutinas y suberinas). Los extractos húmicos están compuestos por un gran número de diferentes moléculas bioorgánicas que aún no han sido totalmente separadas e identificadas. Sin embargo, se han identificado clases únicas de biomoléculas residuales mediante extracciones selectivas y fraccionamiento químico, y están representadas por ácidos alcanoicos e hidroxialcanoicos, resinas, ceras, residuos de lignina, azúcares y péptidos.

## Efectos ecológicos
Los agricultores siempre han intuido que las enmiendas del suelo con materia orgánica son beneficiosas para el crecimiento de las plantas. Sin embargo, la química y función de la materia orgánica ha sido objeto de controversia desde el siglo XVIII. Hasta la época de Justus von Liebig, se suponía que las plantas usaban directamente el humus, pero, después de que Liebig demostró que el crecimiento de las plantas depende de compuestos inorgánicos, muchos sostuvieron la opinión de que la materia orgánica era útil para la fertilidad solo cuando se descomponía con la liberación de sus elementos nutrientes constituyentes en formas inorgánicas. En la actualidad, los científicos del suelo tienen una visión más holística y al menos reconocen que el humus influye en la fertilidad del suelo a través de su efecto sobre la capacidad de retención de agua del suelo. Además, dado que se ha demostrado que las plantas absorben y translocan las moléculas orgánicas complejas de los insecticidas sistémicos, ya no pueden desacreditar la idea de que las plantas pueden absorber las formas solubles del humus; de hecho, esto puede ser un proceso esencial para la absorción de óxidos de hierro que de otro modo serían insolubles.
Se llevó a cabo un estudio sobre los efectos del ácido húmico en el crecimiento de las plantas, que determinó que en parte "...los ácidos húmicos aumentaron el crecimiento de las plantas" y que hubo "respuestas relativamente grandes a tasas de aplicación bajas".
Otro estudio mostró que la adición de humato al suelo aumentó significativamente la masa de raíces en el césped de bentgrass rastrero.
Se demostró que los ácidos húmicos pueden reducir la infectividad de los priones en experimentos de laboratorio, pero que este efecto puede ser incierto en el medio ambiente debido a los minerales en el suelo que amortiguan el efecto.

## Producción antropogénica
Los seres humanos pueden afectar la producción de sustancias húmicas a través de una variedad de formas: haciendo uso de procesos naturales mediante el compostaje de lignina o agregando biocarbón (ver rehabilitación de suelos), o mediante la síntesis industrial de sustancias húmicas artificiales a partir de materias primas orgánicas directamente. Estas sustancias artificiales pueden dividirse de manera similar en ácido húmico artificial (A-HA) y ácido fúlvico artificial (A-FA).
El lignosulfonato de la reducción a pulpa por sulfito se puede hacer para imitar el humus por hidrólisis y oxidación. El producto ya se comercializa como "lignohumato".
La basura agrícola se puede convertir en una sustancia húmica artificial mediante una reacción hidrotermal. La mezcla resultante puede aumentar el contenido de materia orgánica disuelta y carbono orgánico total en el suelo.
El lignito (lignito pardo) también se puede oxidar para producir sustancias húmicas, revirtiendo el proceso de formación del carbón. Esta forma de "ácido fúlvico derivado de minerales" se usa ampliamente en China. Este proceso también ocurre en la naturaleza, produciendo leonardita.

### Geología económica
En geología económica, el término humato se refiere a materiales geológicos, como lechos de carbón erosionados (leonardita), rocas de barro o material poroso en areniscas, que son ricos en ácidos húmicos. El humato se ha extraído de la Formación Fruitland de Nuevo México para su uso como enmienda del suelo desde la década de 1970, con casi 60 000 toneladas métricas producidas en 2016. Los depósitos de humato también pueden desempeñar un papel importante en la génesis de los yacimientos de mineral de uranio.

## Aplicaciones tecnológicas
Las capacidades de unión de metales pesados de los ácidos húmicos se han explotado para desarrollar tecnologías de remediación para eliminar metales pesados de las aguas residuales. Con este fin, se utilizan nanopartículas magnéticas recubiertas con ácidos húmicos. Después de capturar iones de plomo, las nanopartículas se pueden capturar con un imán.

### Albañilería antigua
La arqueología encuentra que el antiguo Egipto usaba adobes reforzados con paja y ácidos húmicos.